# Loïc Rocard
Pour les articles homonymes, voir Rocard.
Loïc Rocard est un ingénieur et dirigeant d'entreprise français. Il est président-directeur général de TechnicAtome depuis 2017,.

## Biographie

### Famille et scolarité
Fils de Michel Rocard, Loïc Rocard est ingénieur diplômé de l'École polytechnique (X1991), ingénieur général des ponts, des eaux et des forêts (corps des IPEF). Il possède également plusieurs masters, dont notamment un de l'École nationale de l'aviation civile (ENAC, 1994) et un de l’université de Californie à Berkeley.

### Carrière
Loïc Rocard commence sa carrière en 1997 au sein du groupe Aéroports de Paris. Il rejoint ensuite le groupe Vinci où il est notamment directeur général de Cofiroute.
De 2014 à 2017, il est conseiller au cabinet du Premier Ministre Manuel Valls, chef du pôle transports, environnement, énergie, logement-urbanisme.
Il est nommé président-directeur général de la société technique pour l'énergie atomique, TechnicAtome, en 2017 via l'un des derniers décrets du président de la République François Hollande. Il est reconduit pour un nouveau mandat en 2022.
Depuis 2023, il est président de l'Association des anciens élèves et diplômés de l'École polytechnique.
Il publie en 2021 l'essai Pour la musique, plaidoyer pour la pratique de la musique en amateur.